# استیو هاکت
استیون ریچارد هاکت (انگلیسی: Stephen Richard "Steve" Hackett؛ زادهٔ ۱۲ فوریهٔ ۱۹۵۰) گیتاریست، ترانه‌سرا و خوانندهٔ اهل بریتانیا است. او طی سال‌های ۷۷–۱۹۷۰ گیتاریست اصلی گروه راک جنسیس بود و پس از آن به کارهای انفرادی روی آورد.
هاکت با سبک گیتارنوازی منحصربه‌فرد خود که مایه از انواع موسیقی‌های پاپ، بلوز، کلاسیک و ملل می‌گرفت، به‌نوشتهٔ وبگاه میوزیک‌رادار از نخستین کسانی بود که تکنیک‌های تپینگ دودستی (two-handed tapping) و سوئیپ پیکینگ (sweep picking) را در راک اند رول به‌کار گرفت.
او بر هنرمندان زیادی از جمله ادی ون هیلن، برایان می، الکس لایفسن و استیو روتری تأثیر گذارده‌است و سال ۲۰۱۰ نامش به‌عنوان عضوی از گروه جنسیس به تالار مشاهیر راک اند رول راه یافت.